# Odore (micologia)
Per odore di un fungo si intende la percezione olfattiva degli effluvi che esalano dal suo carpoforo. Esso può essere utile per la determinazione delle specie unitamente all'osservazione degli altri caratteri macroscopici.

## Caratteristiche
Oltre a tutta una serie di funghi che hanno il caratteristico odore cosiddetto "fungino", inodori o simili, esiste un'ampia varietà di specie che possiedono odori particolari che le caratterizzano. Per questo motivo, in alcuni casi, il solo odore può essere sufficiente a determinare in maniera inequivocabile una determinata specie. 
Alcuni odori sono facilmente identificabili, poiché si possono correlare a quelli di fiori, piante o di sostanze comuni, altri, invece, non sono facili da determinare per la loro complessità. L'odore di un fungo spesso può venir meno per cause diverse (climatiche, ambientali, etc...), e così può succedere che una specie di solito caratterizzata da un particolare odore, può presentarsi completamente inodore.
Per poter apprezzare meglio l'odore di un fungo è preferibile farlo su esemplari appena raccolti, tagliando o strofinando tra le dita le varie parti del carpoforo, specialmente le lamelle e la carne. 
Nell'annusare un fungo è consigliabile aspirarne brevemente l'odore e ripetere l'operazione più volte a breve distanza di tempo. 
Nei casi di odore tenue, è invece utile chiudere alcuni esemplari in un sacchetto di plastica o in un vasetto di vetro per qualche minuto; in tale maniera si concentra l'odore e lo si può percepire più facilmente all'apertura del contenitore.

## Tipo di odore
Si elencano di seguito gli odori più comunemente riscontrabili nei funghi, e i nomi di alcune specie in cui si presentano. 

### Acetilene
Cortinarius argutus
, Tricholoma album
, Tricholoma bufonium
, Tricholoma sulphureum
, Tricholoma pseudoalbum
, Tuber magnatum
, Tuber macrosporum

### Aceto
Caloboletus calopus, Ramaria botrytis

### Aglio
Lepiota acutesquamosa, Marasmius alliaceus, Marasmius scorodonius, Marasmius prasiosmus, Marasmius foetidus, Gautieria morchelliformis, Gautieria otthii, Micromphale perforans.

### Anice
Agaricus arvensis, Agaricus comptulus, Agaricus sylvicola, Agaricus essettei, Clitocybe anisata, 		Clitocybe fragrans, Clitocybe odora, Clitocybe obsoleta, Clitocybe suaveolens, Cortinarius hinnuloides, Cortinarius odorifer, Gloeophyllum odoratum, Hydnellum suaveolens, Lentinellus cochleatus, Lentinus lepideus, Russula fragrantissima, Trametes suaveolens

### Animale
Cortinarius traganus

### Balsamico
Rientra in questa categoria una vasta gamma di odori balsamici, da quello di resina, di cuoio, di cedro a quello mentolato.
Bankera fuligineoalba
, Camarophyllus russocoriaceus
, Clitocybe menthiodora
, Cortinarius violaceus
, Cortinarius sanguineus
, Cortinarius subtortus
, Hygrophorus poetarum (medicinali)
, Hygrophorus pudorinus
, Inocybe dulcamara
, Inocybe calamistrata
, Lepiota felina
, Pholiota alnicola
, Russula badia
, Russula lepida

### Bucato (biancheria pulita)
Amanita solitaria, Amanita vittadinii (giovane), Amanita boudieri, Amanita echinocephala, Melanoleuca grammopodia

### Burro o panna
Clitocybe inornata, Collybia butyracea, Lentinus tigrinus.

### Capra
Cortinarius camphoratus
, Cortinarius traganus
, Lycoperdon pyriforme
, Lycoperdon foetidum

### Cavolo
Rubroboletus satanas, Gymnopus hariolorum, Collybia impudica, Cortinarius brassicolens, Marasmius foetidus, Marasmius brassicolens, Thelephora palmata

### Cetriolo
Biannularia imperialis
, Tricholoma focale
, Tricholoma pessundatum

### Caffè
Lactarius helvus, Ramaria pallida

### Cianico
Clitocybe gibba
, Marasmius oreades
, Phaeolepiota aurea
, Pseudoclitocybe cyathiformis

### Cimice
Hygrocybe quieta, Lactarius atlanticus, Lactarius camphoratus, Lactarius cimicarius, Lactarius cremor,  Lactarius mitissimus, Lactarius quietus, Lactarius serifluus, Tricholoma groanense.

### Cumarinico (cicoria)
Cortinarius anomalus
, Gautieria graveolens
, Lactarius camphoratus
, Hydnaceae spp.
, Phellodon niger
, Phellodon tomentosus

### Dolce
Cortinarius torvus, Rhodophyllus icterinus

### Dolce acidulo
Clitocybe alexandri, Clitocybe olearia, Clitocybe tabescens, Leucopaxillus acerbus, Leucopaxillus tricolor, Dermocybe jurana, Boletus poikilochromus

### Erba tagliata
Melanoleuca evenosa

### Escrementi
Clathrus cancellatus
, Mutinus caninus
, Leucopaxillus elegans
, Phallus impudicus
, Phallus hadriani
, Lysurus gardneri

### Farina (pasta del pane)
Agrocybe praecox
, Agrocybe aegerita
, Calocybe ionides
, Catathelasma imperiale
, Clitocybe cerussata
, Clitocybe connata
, Clitocybe gambosa
, Clitopilus prunulus 
, Cortinarius aleuriosmus
, Cortinarius dionysae
, Entoloma sinuatum
, Entoloma clypeatum
, Hohenbuehelia geogenia
, Hohenbuehelia petaloides
, Hydnellum coeruleum
, Hydnum aurantiacum
, Hygrophorus metapodius
, Hygrophorus nemoreus
, Hygrophorus pleurotoides
, Lepista paradoxa
, Limacella spp.
, Lyophyllum georgii
, Mycena inclinata
, Mycena galericulata
, Omphalotus olearius
, Pleurotus cornucopiae
, Pleurotus eryngii
, Polyporus squamosus
, Porpoloma pes-caprae
, Rhodocybe truncata
, Sarcodon joeides
, Sarcodon versipellis
, Tephrocybe rancida
, Tricholoma aurantium
, Tricholoma albobrunneum
, Tricholoma flavobrunneum
, Tricholoma focale
, Tricholoma populinum
, Tricholoma portentosum
, Tricholoma scalpturatum
, Tricholoma sejunctum
, Tricholoma pardinum
, Tricholoma columbetta
, Tricholoma sejunctum
, Volvariella bornbycina
, Entoloma lividum
, Entoloma aprile
, Entoloma sepium
, Entoloma saundersi
, Rhodopaxillus truncatus
, Rhodopaxillus glaucocanus
, Tricholoma vaccinum
, Tricholoma pardinum
, Tricholoma scalpturatum
, Tricholoma argyraceum
, Tricholoma orirubens

### Fiori
Hygrophorus gliocyclus
, Hygrophorus pudorinus
, Hygrophorus hyacinthinus
, Pluteus patricius
, Cortinarius odoratus
, Cortinarius percomis (fiori di arancio)
, Inocybe pyriodora
, Inocybe corydalina
, Lepista irina (iris o violetta)
, Leucopaxillus paradoxus (iris)
, Russula risigallina (rosa)
, Russula maculata (rosa)

### Formaggio (Camembert)
Hygrophorus penarius, Tricholoma caligatum

### Formica
Hygrophorus chrysaspis

### Fruttato
Agrocybe aegerita
, Boletus chrysentheron
, Boletus appendiculatus
, Boletus fragrans
, Cantharellus cibarius
, Cantharellus lutescens
, Calocybe persicina
, Clitocybe nebularis
, Cortinarius amoenolens
, Cortinarius percomis
, Cortinarius diosmus
, Cortinarius nemorensis
, Cortinarius purpurascens
, Cortinarius talus
, Craterellus cornucopiodes
, Dryodon cirrhatum
, Dryodon erinaceum
, Entoloma ameides
, Hebeloma hiemale
, Imperator rhodopurpureus
, Inocybe bongardii
, Inocybe abietis
, Lactarius sanguifluus, Lactarius glyciosmus
, Lactarius fuscus
, Lactarius porninsis, Lactarius citriolens
, Lepiota helveola
, Lepista nuda
, Lepista panaeola
, Pholiota alnicola
, Hygrophorus russula
, Inocybe bongardi
, Inocybe cookei
, Inocybe corydalina
, Inocybe haemacta
, Inocybe piriodora
, Inosperma erubescens
, Lactarius deliciosus
, Lactarius porninsis (buccia di arancia)
, Lactarius scrobicolatus
, Lactarius salmonicolor
, Lactarius sanguifluus
, Lactarius semisanguifluus
, Lactarius torminosus (mela acerba)
, Lactarius vinosus
, Lactarius zonarius
, Lepiota pseudofelina
, Leucopaxilus acerbus (mela acerba)
, Leucopaxilus macrocephalus (nauseante)
, Pholiota destruens
, Pluteus cervinus (Cocomero)
, Russula claroflava
, Russula delica
, Russula fellea
, Russula mairei
, Russula pectinata (fetido)
, Russula queletii
, Russula solaris
, Russula torulosa (mela cotta)
, Volvaria speciosa (Cocomero)
, Volvaria gloiocephala (Cocomero)
, Volvaria volvacea (Cocomero)

### Geranio o Pelargonio
Cortinarius paleifer
, Cortinarius paleaceus
, Flammulina velutipes
, Inocybe geraniodora
, Inocybe pelargonium
, Lactarius blurnii
, Lactarius mairei
, Lepiota felina
, Russula atropurpurea
, Russula firmula
, Russula decipiens
, Volvariella murinella

### Inchiostro o fenolo
Agaricus meleagris
, Agaricus placomyces
, Agaricus praeclaresquamosus
, Agaricus radicatus
, Agaricus xanthodermus
, Scleroderma areolatum
, Scleroderma citrinum
, Scleroderma verrucosum
, Scleroderma vulgare
, Calvatia utriformis
, Cortinarius obtusus
, Russula amethystina
, Russula turci

### Indefinibile (tipico)
Agrocybe aegerita (giovane), Choeromyces meandriformis, Clitocybe maxima, Clitocybe geotropa, Clitocybe infundibuliformis, Clitocybe nebularis, Cortinanus praestans, Cystoderma amianthinum, Leucopaxillus giganteus, Leucopaxillus paradoxus, Lepiota castanea, Lepiota cristata, Lentinus lepideus (dolce disgustoso), Marasmius oreades, Flammula alnicola

### Legno marcescente (odore fungino)
Agaricus campestris ed altri, Collybia fusipes

### Liquirizia
Gautieria graveolens, Hydnaceae, Sarcodon imbricatus

### Mandorle amare
Hebeloma radicosum
, Agaricus silvicola
, Clitocybe alexandri
, Hygrophorus agathosmus
, Hygrophorus odoratus
, Inocybe hirteiia
, Russula illota
, Russula laurocerasi (disgustoso)
, Inocybe boltonii
, Pholiota populinea

### Metano
Tuber spp.
, Elaphomyces granulatus

### Miele
Clitocybe geotropa, Cortinarius allutus, Cortinarius melliolens, Cortinarius purpurascens, Hygrocybe reidii, Hygrophorus camarophyllus, Russula mairei, Cortinarius multiformis, Russula melliolens

### Muffa
Cortinarius hinnuleus, Cortinarius coerulescens, Cystoderma carcharias, Hygrocybe fornicata, Inocybe cervicolor, Inocybe godeyi, Ramaria fennica

### Muschio
Tuber aestivum, Tuber brumale, Tuber melanosporum

### Nocciola
Agaricus campestris
, Agaricus hortensis
, Agrocybe aegerita (giovane)
, Macrolepiota procera
, Marasmius oreades
, Oudemansiella longipes
, Lepiota excoriata

### Pepe
Tricholoma atrosquamosum

### Pesce
Agaricus bernardi
, Amanita ovoidea
, Entoloma hirtipes
, Inocybe pisciodora
, Inocybe sambucina
, Lactarius volemus
, Lactarius oedematopus
, Lactarius corrugis
, Lactarius plumbeus
, Macrocystidia cucumis
, Russula chloroides
, Russula delica
, Russula erythropus
, Russula faginea
, Russula pseudodelica
, Russula xerampelina

### Putrido
Phallaceae, Amanita phalloides (vecchia), Amanita verna (vecchia)

### Rafano
Cortinarius scutulatus

### Rancido
Amanita phalloides
, Amanita verna
, Clitocybe cerussata
, Clitocybe dealbata (forte)
, Clitocybe inornata
, Clitocybe rivulosa
, Clitocybe hydrogramma
, Cortinarius hinnuleus
, Cortinarius variecolor
, Melanoleuca cognata
, Melanopus squamosus
, Pleurotus ulmarius
, Rhodopaxillus sordidus
, Tricholoma album

### Rapa
Amanita citrina
, Amanita porphyria
, Amanita spissa
, Biannulana imperialis (a volte)
, Cortinarius cinnamomeus
, Cortinarius cotoneus
, Cortinarius duracinus
, Cortinarius rapaceus
, Cortinarius venetus
, Hebeloma mesophaeum
, Hebeloma crustuliniforme
, Hebeloma sinapizans
, Inocybe geophylla
, Inocybe patouillardii
, Mycena pelianthina
, Mycena pura
, Mycena rosea
, Tricholoma bresadolanum
, Tricholoma vaccinum

### Resina
Hygrophorus pudorinus

### Rodilegno
Hygrophorus cossus
, Hygrophorus melizeus
, Hygrophorus eburneus
, Hygrophorus carpini
, Hygrophorus chrysodon
, Hygrophorus rugatus
, Inocybe hirsuta
, Lactarius volemus
, Russula amoena
, Russula amoenicolor
, Russula violeipes

### Sapone di Marsiglia
Hebeloma subsaponaceum
, Ramaria pallida
, Tricholoma saponaceum
, Russula foetens
, Entoloma nidorosum

### Spermatico
Inocybe pusio, Inocybe geophylla, Inocybe godeyi, Inocybe fastigiata, Inocybe atripes, Verpa bohemica

### Urina di gatto
Armillaria mellea

### Varechina (Ipoclorito)
Disciotis venosa, Entoloma nidorosum, Hygrocybe nitrata, Hygrocybe ingrata, Hygrocybe ovina, Mycena alcalina, Mycena niveipes, Mycena strobilicola, Mycena viridimarginata

### Zucchero caramellato
Cortinarius sacchariosmus, Cystolepiota sacchariolens, Hebeloma sacchariolens